# ジョーカー (スティーヴ・ミラー・バンドのアルバム)
『ジョーカー』（原題：The Joker）は、アメリカ合衆国のロック・バンド、スティーヴ・ミラー・バンドが1973年に発表した8作目のスタジオ・アルバム。バンドがよりコンパクト、メロディック、キャッチーな音楽性に変化したアルバムとして位置付けられている。

## 背景
バンドの中心人物スティーヴ・ミラーは1972年に交通事故で重傷を負い、療養期間を経て本作を制作した。9曲中2曲はライヴ録音で、ロバート・ジョンソンのカヴァー「カム・オン・イン・マイ・キッチン」はフィラデルフィア公演、「イーヴル」はボストン公演における演奏である。

## 反響・評価
アメリカのBillboard 200では2位に達し、バンド初の全米トップ10アルバムとなった。本作からのシングル「ジョーカー」は全米1位獲得を果たし、続く「ユア・キャッシュ・エイント・ナッシング・バット・トラッシュ」は51位を記録した。
Stephen Thomas Erlewineはオールミュージックにおいて5点満点中3点を付け「『ジョーカー』は意識を拡大させる作品ではなく、良い雰囲気に満たされ、決してヘヴィなトリップをもたらさず、常に軽快でリラックスしていて緩やかなパーティー音楽である」と評している。

## 収録曲
特記なき楽曲はスティーヴ・ミラー作。
1. シュガー・ベイブ - "Sugar Babe" – 4:34
2. メリー・ルー - "Mary Lou" (Obie Jessie, Sam Ling) – 2:25
3. シュ・バ・ダ・ドゥ・マ・マ・マ・マ - "Shu Ba Da Du Ma Ma Ma Ma" – 5:42
4. ユア・キャッシュ・エイント・ナッシング・バット・トラッシュ - "Your Cash Ain't Nothin' But Trash" (Chuck Calhoun) – 3:22
5. ジョーカー - "The Joker" (S. Miller, Eddie Curtis, Ahmet Ertegün) – 4:26
6. ラヴィン・カップ - "Lovin' Cup" – 2:11
7. カム・オン・イン・マイ・キッチン - "Come On in My Kitchen" (Robert Johnson) – 4:04
8. イーヴル - "Evil" – 4:36
9. サムシング・トゥ・ビリーヴ・イン - "Something to Believe In" – 4:41

## 参加ミュージシャン
- スティーヴ・ミラー - ボーカル、ギター、ハーモニカ
- ディッキー・トンプソン - ハモンドオルガン、クラビネット
- ジェラルド・ジョンソン - ベース
- ジョン・キング - ドラムス

アディショナル・ミュージシャン
- スニーキー・ピート・クレイナウ - ペダル・スティール・ギター
- ロニー・ターナー - ベース(on #8)